# X-42 Pop-Up Upper Stage
X-42 „Pop-Up Upper Stage“ (englisch für „Pop-Up-Oberstufe“) ist die Bezeichnung eines immer noch geheim gehaltenen Raumfahrtprojekts des US-Militärs. Spezifikationen oder Fotos des Programms wurden bisher nicht veröffentlicht und deshalb ist darüber nicht viel bekannt. Es wird angenommen, dass es sich dabei um eine mehrfach zündbare flüssigkeitsgetriebene Raketenoberstufe (Wasserstoffperoxid + JP-Jetbenzin) handelt, die eine Nutzlast von 1.800 kg in eine Erdumlaufbahn befördern kann.